# Československý svaz tělesné výchovy
Československý svaz tělesné výchovy (ČSTV) byl ustaven na celostátní konferenci ve dnech 3. – 4. 3. 1957 na základě zákona č. 68/1956 Sb., o organizaci tělesné výchovy. O Jednotné dobrovolné tělovýchovné organizaci (JDTO) rozhodlo politbyro již na celostátní konferenci KSČ ve dnech 11. – 15. 6. 1956. Sjednocování tělovýchovy probíhalo celé poválečné období až do února 1948, kdy přicházelo v úvahu nejprve sjednocení organické (Tělovýchovný svaz Sokol) a po nezdařeném zdlouhavém procesu jako druhá volba sjednocení federativní (Československý tělovýchovný svaz).
V důsledku únorových událostí byly všechny sportovní a tělovýchovné organizace nejprve 31. 3. 1948 sloučeny pod hlavičku Sokola, který byl na základě č. 187/1949 Sb., o státní péči o tělesnou výchovu a sport nejprve prohlášen za výkonnou složku „Státního úřadu pro tělesnou výchovu a sport” (SÚTVS) a od roku 1952 jako celostátní tělovýchovná organizace postupně likvidován.
Státní úřad pro tělesnou výchovu a sport byl na základě usnesení komunistické strany a vlády ze dne 2. 12. 1952 a zákona č. 71/1952 Sb., o organizaci tělesné výchovy a sportu nahrazen nově založeným „Státním výborem pro tělesnou výchovu a sport” (SVTVS). Jeho Krajské výbory pro tělesnou výchovu a sport byly v srpnu 1956 přejmenovány na „Přípravné výbory JDTO” a v únoru 1957 až do zvolení nových krajských a okresních výborů používaly název „Přípravný krajský (okresní) výbor ČSTV”. Od roku 1990 užíval značku ČSTV „Český svaz tělesné výchovy”, který se 27. dubna 2013 transformoval na Českou unii sportu (ČUS).

## Historie sjednocování tělesné výchovy a sportu
Po druhé světové válce začalo spontánní obnovování celé řady tělovýchovných organizací, které působily na území Československa už v předválečném období. Mezi nejvýznamnější patřily Československá obec sokolská, Svaz Dělnických tělovýchovných jednot, Orel a Federace proletářské tělovýchovy. Komunistická strana Československa se snažila o prosazení jednotné tělovýchovné organizace skrze nově založený Ústřední národní tělovýchovný výbor, který prosazoval tzv. organické sjednocení tělovýchovy. Jednalo se o vznik nové organizace, která by slučovala všechny stávající tělovýchovné a sportovní spolky s tím, že by se vzdaly svých výsadních práv, organizačního uspořádání, rozhodování, financí a majetku. Pro nelevicové organizace nepřicházel tento sjednocovací typ pro ztrátu vlastní suverenity a historické tradice v úvahu a v průběhu roku 1946 se rozhodly pro sjednocení federativní pod Československým tělovýchovným svazem.

### Ústřední národní tělovýchovný výbor
Proces budování jednotné mládeže a tělovýchovy byl nastartován už Košickým vládním programem a vytvořením (Národní fronty). Dne 5. května 1945 se sešli zástupci pěti tělovýchovných spolků a organizací: Československé obce sokolské (ČOS), Svazu Dělnických tělovýchovných jednot (DTJ), Federace proletářské tělovýchovy (FPT), Junáka a Československého všesportovního výboru, kdy se dohodli na nové tělovýchovné organizaci s názvem „Ústřední národní tělovýchovný výbor” (ÚNTV), k jejímuž oficiálnímu založení došlo 9. května 1945 v sále pražského Sokola.
ÚNTV si kladl za cíl sdružovat všechnu českou mládež i dospělé a to k výchově tělesné, ideové a mravní, šířit zásady lidové demokracie, spolupracovat se spojenými národy, zejména s národy slovanskými a národy Svazu sovětských socialistických republik, vést mládež k obraně svobody, lidové demokracie a sociálních práv československého lidu, vychovávat mládež k nejdokonalejší tělesné zdatnosti, kulturní vyspělosti a mravní čistotě.
Národní tělovýchovný výbor se měl stát jedinou celostátní organizací, které by byla svěřena péče o všestrannou tělovýchovu lidu a mimoškolní výchovu mládeže, přičemž mu měly být ihned dány pro společnou práci v jednotlivých místech republiky k dispozici všechny hospodářské objekty a zařízení (tělocvičny, hřiště, tábory) všech československých tělovýchovných, sportovních a junáckých organizací. ÚNTV také počítal s tím, že postupně dojde k jejich právní likvidaci a následnému převodu do nové jednotné tělovýchovné organizace – Tělovýchovného svazu Sokola (TSS).
Programové schůze o úkolech místních Národních tělovýchovných výborů (MNTV) se účastnili i zástupci Orla, Ústřední rady odborů a tělovýchovného odboru Ministerstva školství, přičemž Orel zůstával od počátku mimo těchto snah a do MNTV nevstupoval. Hlavním důvodem byla jeho odlišná ideologie. Orel hodlal nadále zůstat samostatným a s jednotnou tělovýchovnou organizací pouze úzce spolupracovat, zvláště pokud jde o brannou výchovu.

### Jednotná mládež a tělovýchova – Tělovýchovný svaz Sokol (TSS)
V červnu 1945 vytvořily strany komunistická, sociálně demokratická a národně socialistická tzv. „Národní blok”. Vedle společných kroků v jiných oblastech se také zavázaly:
- Nevytvářet vlastní stranické mládežnické organizace, ale budovat jednotný Svaz české mládeže (městské, venkovské, dělnické, rolnické, studentské atd.)
- K budování tělovýchovného a sportovního hnutí, které mělo být národní, nestranické a jednotné. Jádrem nové a sjednocené národní tělovýchovné organizace se měl stát Sokol.[6]

Z červnové schůze Všesportovního výboru (VSV) vzešlo memorandum, ve kterém se sportovci vyslovili pro plnou samostatnost sportu a sjednocení tělovýchovy pro ně přicházelo v úvahu jen v rámci obecné tělesné výchovy (tedy vyjma závodů a sportovního soutěžení, které by nadále prováděly příslušné župy a svazy). V problematické situaci se nacházel také Junák, který na schůzi ústředních oblastních a okresních činovníků Junáka ve dnech 28. а 29. července 1945 v Praze konstatoval, že výchova junácké mládeže je ucelenou soustavou a je tedy pro něj těžké se rozhodnout, zda podle vydaných směrnic ministerstva školství a osvěty se sjednotí do Svazu české mládeže nebo vstoupí do jednotného Tělovýchovného svazu Sokola.
Už během návštěvy tělovýchovných pracovníků 17. července 1945 upozornil prezident Edvard Beneš na to, že i po překonání technických obtíží tu stále zůstanou podstatné rozdíly v ideovém zaměření jednotlivých organizací. To se také projevilo zejména zdrženlivým stanoviskem Orla, který nehodlal vstoupit do Tělovýchovného svazu Sokola, jelikož výchova jeho mládeže byla v příkrém rozporu s výchovou svazů, které ji stavěly na historickém materialismu a marxistické ideologii. Počátkem srpna 1945 se pro sjednocení tělovýchovy vyslovilo (až na Orel a kopanou) asi 30 svazů, které se měly sejít na zakládacím sjezdu ve dnech 15. a 16. září 1945. Na základě těchto stanovisek se konala další schůze dne 15. srpna 1945, na které zástupci Junáka prohlásili, že se sloučí se Svazem české mládeže.
Krátce před slučovacím sjezdem se konala 6. září 1945 porada zástupců Junáka, SČM a ministrů Zdeňka Nejedlého a Václava Kopeckého, na které padlo konečné rozhodnutí, že Junák do sjednocené tělovýchovy nezapojí a na valném sjezdu Junáka dne 10. září 1945 došlo k jeho sloučení se Svazem české mládeže a ponese nový název – Junák, ústředí skautské výchovy SČM.
Na poradě se zástupci vlády p. min. Dr. Nejedlým a p. min. Kopeckým, zástupci ÚNTV, SČM a Junáka dne 7. září 1945 bylo naprosto jednomyslně dohodnuto: „Vláda prohlašuje svoje rozhodnutí, že junácká výchova je organisována výlučně ve Svazu české mládeže. Pokud existují junácké (skautské) oddíly v jiných tělovýchovných organisacích, jež se sloučí v TSS, budou tylo junácké oddíly spojeny s ústředím Junáka v SČM, takže i junácké hnutí bude plně jednotné“.
Naše Demokracie, 28.10.1945
Po zářijovém rozhodnutí ministrů Nejedlého a Kopeckého o zapojení Junáka do SČM začal Svaz DTJ trvat na tom, aby se slučovací sjezd (připravený na 15. a 16. září 1945) konal teprve tehdy, až bude otázka výlučného postavení Junáka vyřešena, jelikož i on měl své junácké oddíly. Jednání DTJ s představiteli vlády nevedla k vytouženému cíli, takže se po téměř 3 měsících Svaz DTJ rozhodl od požadavku upustit. Mezitím ÚNTV opustili sportovci (VSV), takže v něm zůstaly jen tři tělocvičné svazy – ČOS, DTJ a FPT.
Sokol z počátku zastával myšlenku organického sjednocení, které mělo vést k vytvoření nové organizace «Tělovýchovného svazu Sokol». V průběhu roku se ale ČOS začala obávat o svoji suverenitu. Vzhledem k tomu, že připravovaný Československý tělovýchovný svaz měl nadále sdružovat všechny tělovýchovné, sportovní a junácké svazy a zachovat i jejich právní samostatnost, vyhlásil na své schůzi ve dnech 15. – 16. prosince 1945, že dnem 1. ledna 1946 obnovuje v plné šíři svou samostatnost.
Na další jednání 18. prosince 1945 v Tyršově domě v Praze byli pozváni zástupci všech svazů. Po dlouhém vyjednávání se nakonec ukázalo, že zájem o sjednocení do TSS má pouze 8 svazů a některé ještě s výhradami. Na schůzi 10. ledna 1946 byli proto pozváni už jen zástupci těchto tělocvičných a sportovních svazů: Československé obce sokolské, Svazu Dělnických tělovýchovných jednot, Federace proletářské tělovýchovy, České atletické amatérské unie (ČAAU), Svazu lyžařů Republiky československé, Wolleyballového a basketballového svazu, Československého amatérského plaveckého svazu (ČAPS), Svazu horolezeckého, Svazu české mládeže, Junáka a odborové tělovýchovy ÚRO. Hlavním bodem programu byla reorganizace ÚNTV, kooptování zástupců jednotlivých sportovních svazů do předsednictva a vytyčení nových směrnic.
Při lednové jednání se ukázalo, že představy jednotlivých svazů o způsobu sjednocení nejsou stejné. SČM, který při obou schůzích nejprve vystupoval s nadšením pro organické sjednocení zástupci Junáka (který měl již splynout s SČM, ale ve skutečnosti působil samostatně dál), najednou prohlásil, že Junák do sjednocené tělovýchovy vstoupit nemůže, jelikož je kolektivním členem SČM. Výhrady měl i zástupce Svazu lyžařů (nevyřešená otázka právní existence základních jednot a klubů). ČOS musela otevřeně konstatovat, že za dané situace není naděje na organické sloučení ani těch 28 svazů, které v září 1945 se sjednocením souhlasilo.
V dubnu 1946 zdůraznila Československá strana lidová svoje stálé stanovisko. Její hlavní problém s jednotnou tělovýchovou spočíval v likvidaci dosavadních tradic a struktur, ve splynutí s ostatními tělovýchovnými a sportovními organizacemi a v „likvidaci tisícileté národní tradice českého katolicismu”.
Především si nedáme bráti svoji víru a náboženství, a za druhé, proč by se měla jednotná tělovýchova jmenovat Sokol? Proč by jí neměl být dán nestranný stejnokroj a název? ...A potom, a to je to hlavní. Orel nevychovává pouze po stránce tělesné, ale také po stránce duchovní a mravní!
Dorost, věstník české mládeže pro vzdělání, zábavu a poučení, 05.02.1946, s. 9
Dne 12. května 1946 se výbor ČOS jednomyslně usnesl, že považuje utvoření Československého tělovýchovného svazu za „novou základnu a vhodné prostředí pro sjednocení tělesné výchovy v zájmu zdraví a brannosti národa”. Za tím účelem byl zvolen přípravný výbor, který projednal za součinnosti všech členských svazů v několika schůzích všechny potřebné otázky, připravil stanovy a přichystal ustavující sjezd. Členství přislíbily Československá obec sokolská, Junák, Orel, všechny sportovní svazy dosud sdružené ve Všesportovním výboru, všechny tři turistické organizace, taktéž i Slovenská športová ústredná rada, sdružující celý slovenský sport. Vzhledem k tomu, že ČOS se rozhodla vstoupit s ostatními tělovýchovnými svazy do nového ČSTS, dohodla se se Svazem dělnických tělocvičných jednot za souhlasu Federace proletářské tělovýchovy na likvidaci Ústředního národního tělovýchovného svazu.
Tělovýchovné spolky a sportovní svazy dospěly ve své většině k přesvědčení, že nejlepším předpokladem spolupráce všech činitelů tělesné výchovy lze v zájmu zdraví a brannosti národa vytvořiti při federativním sjednocení, to jest v Československém tělovýchovném svazu, v němž na jedné straně si spolky uchovají právní a tím i ideologickou nezávislost, ale na druhé straně Svaz bude míti náležitou pravomoc ve všech podstatných otázkách tělesné výchovy. Pro toto řešení se vyjádřil SOKOL, OREL, JUNÁK a všechny svazy, jichž je více než dvacet. Jiného názoru je pouze Svaz dělnických tělocvičných jednot, Federace proletářské tělovýchovy, Svaz české mládeže a ÚRO.
Sokolský věstník, 06.05.1946, s. 229

### Československý tělovýchovný svaz (ČSTS)
K ustavení Československého tělovýchovného svazu došlo na slavnostní schůzi dne 16. listopadu 1946 ve Slovanském domě. Zakládající valné hromady se účastnily všechny sportovní a tělocvičné organizace, zástupci slovenského Junáka i Československého výboru olympijského. Na návrh předsedy Svazu DTJ J. Vaverky byli zvolen:
- předsedou ČSTS: Dr. Antonín Hřebík za Československou obec sokolskou
- místopředsedy: Dr. Konstantin Čárský z Bratislavy za Klub slovenských turistov a lyžiarov (KSTL), Dr. Karel Myška z Prahy za Československou fotbalovou asociaci, Dr. Josef Drábek z Prahy za Klub českých turistů a František Lainer z Brna za Orel. Z ustavující schůze byly poslány zdravice ministerskému předsedovi K. Gottwaldovi, armádnímu generálovi Ludvíku Svobodovi, Dr. Jozefu Lettrichovi, Dr. Karlu Stránskému a Slovenské národní radě.
- Další místa v předsednictvu byla vyhrazena zástupcům českých Junáků, Svazu slovenské mládeže a slovenským Robotnickým jednotám, tedy organizacím, které se měly k ČSTS teprve připojit.

Za sektor C Ministerstva školství a osvěty, pod které ČSTS spadal, novou organizaci pozdravil ministerský rada Dr. Miroslav Klinger, za slovenský sektor C poveřenec Dr. Julius Chován, za Svaz brannosti promluvil plukovník Čeněk Hruška.
První schůze předsednictva ČSTS se konala 3. prosince 1946 a účastnil se jí také ministr školství a osvěty Jaroslav Stránský. Hlavním bodem programu bylo zřízení komisí: organizační, technické, branné, hospodářské a personální. Vzhledem k tomu, že se vznikem ČSTV zanikl Ústřední národní tělovýchovný výbor, týkala se schůze také likvidace místních národních tělovýchovných výborů. Třetím důležitým bodem bylo projednání se Svazem brannosti připravovaného zákona branné výchovy, jednotné provádění branné výchovy a vydávání jednotných příruček. К žádosti hlavního štábu projednala technická komise přizpůsobení tělovýchovných povelů všech organizací povelům Čs. armády a Svazu brannosti. Ústředním listem Svazu byl jmenován «Ruch v tělesné výchově». Ministerstvo školství a osvěty vydávalo týdeník pro tělesnou výchovu «Naše cesta».
Předsednictvo nakonec tvořilo 36 členů (z tohoto 9 zástupců slovenské tělovýchovy): předseda, zastupovaný 5 místopředsedy, 3 jednatelé a zapisovatel a samostatní členové. Počet členů v předsednictvu odrážel poměrné zastoupení všech čtyř složek tělesné výchovy (tělocvik, sport, junáctví a turistika). V lednu 1947 ustavilo předsednictvo ČSTS komise:
- organizační: předseda Leopold Vaverka, starosta Svazu DTJ
- branná: předseda František Leiner, náměstek starosty Čs. Orla, I. viceprezident Mezinárodní federace katolické tělovýchovy,[20]
- technická mužů: předseda MUDr. Miroslav Kavalír, náčelník ČOS
- technická žen: předsedkyně Marie Patočková, náčelnice DTJ
- stížnostní: předseda dr. Karel Popel, předseda Svazu čs. kanoistů,[21]
- mezinárodní: předseda dr. F. Bert,
- hospodářské a finanční: předseda dr. František Beneš, jednatel ČOS
- tiskové a propagační: předseda prof. Otto Bureš a
- zdravotní: předseda MUDr. Matké.[22]

Valná hromada, kterou svolával předseda ČSTS, se konala jednou za rok. Členské svazy vysílaly na valnou hromadu 3 zástupce. Výbor ČSTS tvořilo 100 členů (z toho 25 ze Slovenska) a mohl v případě potřeby svolávat mimořádnou valnou hromadu. Kontrolou těchto nejvyšších orgánů byli pověřeni hospodářští a účetní dozorci. Největší počet funkcí držela Československá obec sokolská (v předsednictvu 14 a ve výboru 32). Na zemské úrovni Čech, Moravy, Slezska a Slovenska si tělovýchovné spolky ponechaly organizační samostatnost.
Po zahájení likvidace Federace proletářské tělovýchovy na konci roku 1946 vyzvalo předsednictvo KSČ jeho členstvo k hromadnému vstupu do Sokola a „k nejaktivnější účasti na přípravách k XI. všesokolskému sletu”. V lednu 1947 započal Český všesportovní výbor a Slovenská ústřední sportovní rada se svou likvidací a byla ustavena «Slovenská tělovýchovná rada» jako slovenský výkonný orgán ČSTS. Junák se nakonec rozhodl, že do ČSTS nevstoupí, takže pro něj vyhrazená místa ve správních sborech ČSTS byla obsazena zástupci Slovenského Junáka, který se členem ČSTS stal.
ÚRO, kultura a sport. Z počátku, kdy se hovořilo o organickém sloučení tělovýchovy, nepřikročilo ÚRO k zakládání vlastních sportovních odborů. Učinilo tak teprve, když bylo jisté, že naše sportovní a tělovýchovné organisace nesednou na komunistickou vějičku jednotné tělovýchovy. Dnes není třeba o tom debatit, že sjednocená tělovýchova, tak jak byla navrhována a jak si ji zejména komunisté představovali, měla sloužiti jen a výhradně jen komunistické ideji. Nu, a dokud byla naděje, že se to podaří, ÚRO sport neprovozovalo. Jakmile však bylo jisté, že tato myšlenka je pohřbena, najednou uznalo za nutné zakládati vlastní sportovní odbory a tím rozbíjeti vlastně jednotu sportovních klubů. Sport v ÚRO má jaksi nahraditi tu touženou, ale neuskutečněnou komunistickou jednotu tělovýchovy.
Národní obroda, 08.02.1947, s. 2

## Československá tělovýchova sloučena v Sokole (1948)
Rozhodnutím Ústředního akčního výboru Národní fronty (ÚAV NF) ze dne 27. února 1948 byla veškerá československá tělovýchova sloučena do Sokola. Na základě usnesení ÚAV NF ze dne 19. března 1948 se měl Ústřední akční výbor Sokola ujmout dnem 28. března 1948 řízení všech tělovýchovných, sportovních a turistických organizací a jejich složek.

### Ústřední akční výbor Sokola
V úterý 23. března 1948 se v zasedací síni ROH v Praze na Perštýně konala ustavující schůze ústředního akčního výboru (ÚAV) Sokola, kterou zahájil předseda kulturního oddělení ÚAV NF Leopold Válka a po němž generální tajemník ÚAV NF a ministr spravedlnosti Dr. Alexej Čepička. Do představenstva ÚAV Sokola byli zvoleni:
- předseda: MUDr. František Bláha (dosavadní předseda akčního výboru Československé obce sokolské),
- první místopředseda: generál Josef Ejem (ČOS), druhý místopředseda František Jeřábek (ČOS),
- třetí místopředseda: Dr. Karol Straňai (za slovenskou tělovýchovu),
- jednatelé: Karel Marek (ROH), Viktor Heller (ČOS), Jaroslav Pernica (ČOS),
- členové presidia: Dr. Jaroslav Krofta (Čs. associace footballová), MUDr. Bohdan Kalmünzer (Svaz DTJČ), Evžen Penniger (ČOS), plukovník Vilém Sacher (armádní tělovýchova), Vladimír Pokorný (ROH), Marie Rejhonová (ROH), Dr. Rostislav Slavotínek (Orel).[26]

Zároveň byly zřízeny dvě komise: 1. organizační v čele s Dr. Rudolfem Žáčkem (ČOS), 2. hospodářská v čele s Dr. Karlem Popelem (Svaz lyžařů RČS). Ústřední tajemník akčního výboru Viktor Heller následně vyhlásil zásady sjednocení Čs. tělovýchovy v Sokole:
1. Jednotná československá organisace Sokol bude vytvořena tak, že všechny organizace, svazy, sportovní a turistické spolky a jejich organizační složky se včlení do „Československé obce sokolské” a jejich složek.
2. ČOS zůstává ve své základní organizační struktuře a její stanovy a řády se upraví tak, aby organizačně mohla pojmout všechna nová tělovýchovná a sportovní odvětví.
3. Základní ideou jednotné organisace Sokol budou zásady, obsažené v dílech dr. M. Tyrše a vyjádřené v praxi výchovou tělesnou, duševní a mravní. Sokol bude vychovávat své příslušníky k socialismu a povede všechny k podpoře úsilí lidově-demokratického zřízení a budování socialistického státu.
4. Základním rysem Sokola bude nadále dobrovolnost členství a dobrovolnost práce.
5. Dosavadním organizacím a svazům, které se včlení do Sokola, náleží dík za všechno dobré, co ve výchově svých příslušníků po léta vykonali. Do Sokola budou všichni jejich příslušníci přijati srdečně jako rovní spolupracovníci na velkém díle národní jednoty a práce pro lid.
6. Sjednocení bude provedeno co nejrychleji a se zřetelem na přípravy a zdar XI. všesokolského sletu.
7. Ústřední akční výbor Sokola je podle prohlášení ÚAV NF od 28. března 1948 nejvyšším ústředím československé tělesné výchovy. Od toho dne mu organizačně a právně podléhají všechny dosavadní organizace a svazy.
8. Podle vzoru ústředí se vytvoří akční výbory Sokola ze zástupců všech organizací v místech, okrscích i župách. Budou provádět pokyny ÚAV Sokola.
9. Všichni příslušníci Sokola i ti, kteří se jimi nyní stanou, zapojí se ihned do sletových příprav podle místních potřeb a jak jím je vykáží sokolské orgány.
10. Tělovýchova, sjednocená v Sokole, přinese naší lidové demokracii svůj první velký dar – velkolepý XI. všesokolský slet. К němu se upne úsilí více než dvou milionů příslušníků Sokola.[26]

Župní organizace Sokola byly nejprve reorganizovány na krajské (s novým zákonem o krajském zřízení č. 280/1948 Sb.) a na podkladě zákona č. 187/1949 Sb., o státní péči o tělesnou výchovu a sport se Sokol stal výkonnou složku Státního úřadu pro tělesnou výchovu a sport. Tehdy přebíral majetek všech organizací, které do něj byly v roce 1948 začleněny. Pro přebírání turistických chat a ubytoven zřídila v roce 1950 ČOS sokolské družstvo služeb „Vzlet”. Do roku 1952 pak probíhala jeho postupná likvidace. V letech 1949–1952 vydávala Československá obec sokolská list «Sokolské noviny». Začleňování majetku do vlastnictví ČOS probíhalo současně s jeho likvidací a družstvo Vzlet se stalo od roku 1953 národním podnikem, podléhající přímo Státnímu výboru pro tělesnou výchovu a sport a z jehož rozhodnutí vstoupil ke dni 14. 2. 1954 do likvidace a jeho nástupcem se stal «n.p. Turista».

### Státní úřad pro tělesnou výchovu a sport (SÚTVS)
Zaštiťujícím orgánem postupné likvidace Sokola se stal výše zmíněný Státní úřad pro tělesnou výchovu a sport (SVTVS), který vznikl na podkladě zákona č. 187/1949 Sb., o státní péči o tělesnou výchovu a sport, schválený 14. července 1949 Národním shromážděním republiky Československé.
 § 2
(1) Jako představitel lidově demokratické péče o tělesnou výchovu a sport se zřizuje Státní výbor pro tělesnou výchovu a sport, složený ze zástupců Československé obce sokolské, celonárodních lidových organisací a vynikajících pracovníků v oboru zdravotnictví, tělesné výchovy a sportu.
(2) Předsedou Státního výboru pro tělesnou výchovu a sport je člen vlády, pověřený řízením Státního úřadu pro tělesnou výchovu a sport, místopředsedou pověřenec, pověřený řízením Slovenského úřadu pro tělesnou výchovu a sport (§ 5); další členy jmenuje a odvolává vláda.

(3) Státnímu výboru pro tělesnou výchovu a sport přísluší zejména vytyčovati jednotné ideové, methodické, zdravotní, organisační a hospodářské zásady pro provádění veškeré tělesné výchovy a sportu a pro otázky mezinárodních styků v oboru tělesné výchovy a sportu.
Zákon o státní péči o tělesnou výchovu a sport
Na základě usnesení Komunistické strany Československa a vlády z 2. prosince 1952 a zákona č. 71/1952 Sb., o organizaci tělesné výchovy a sportu byl SVTVS nahrazen nově založeným Státním výborem pro tělesnou výchovu a sport (SVTVS). SVTVS byly podřízeny výbory krajské a okresní výbory, které řídily jednotlivé odbory a sekce, specializované na konkrétní sporty. Tento zákon znamenal zavedení důsledného státního řízení a kontroly tělovýchovné a sportovní činnosti, což vedlo mimo jiné k likvidaci Sokola.

## Československý svaz tělesné výchovy

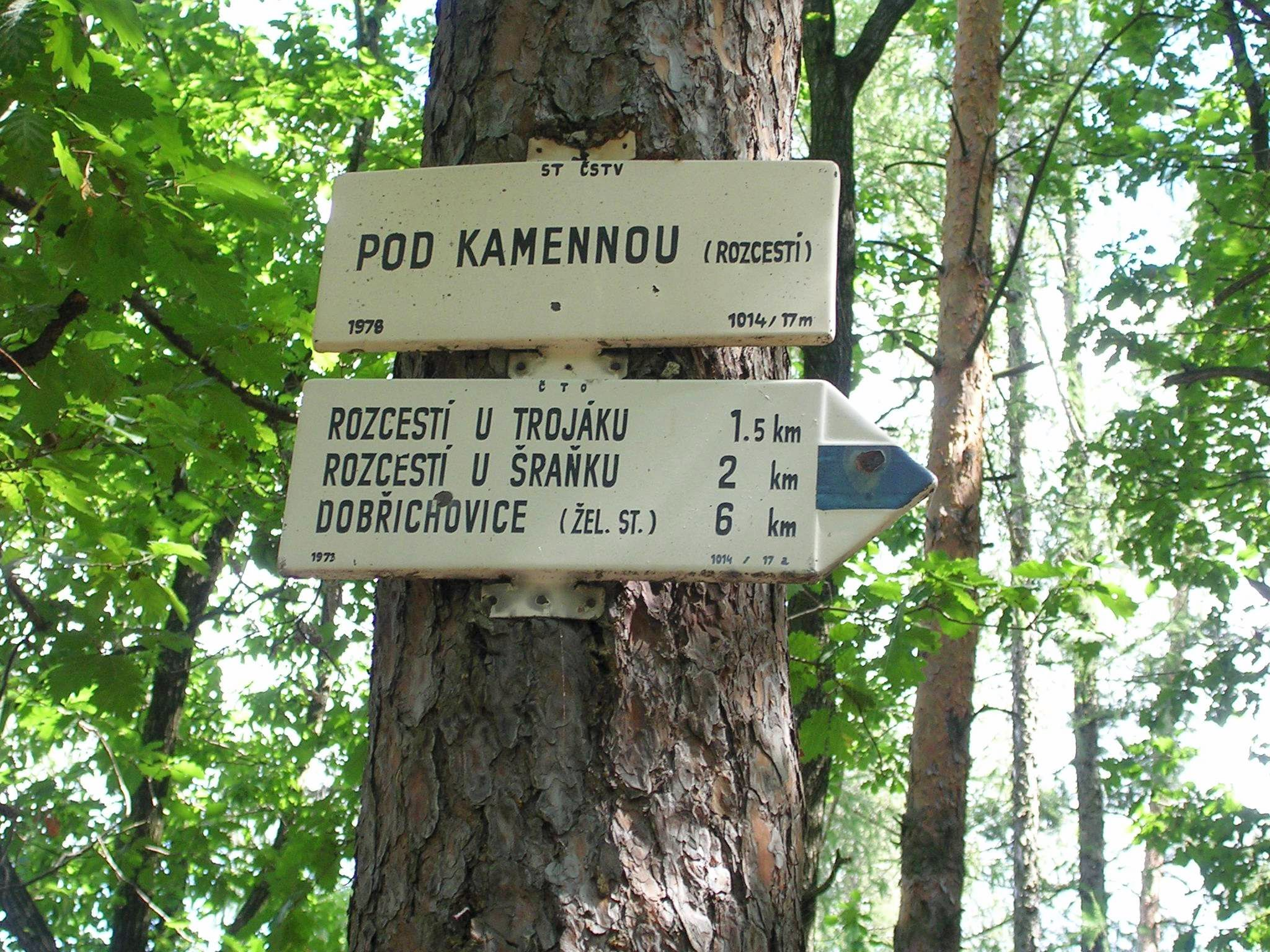
Turistický rozcestník: směrovka z roku 1973 je ještě označena názvem České tělovýchovné organizace (ČTO), na tabulce s místním názvem z roku 1978 je označení Svazu turistiky ČSTV (ST ČSTV)

V návaznosti na XX. sjezd Komunistické strany Sovětského svazu v únoru 1956 se konala 11. – 15. června 1956 celostátní konference KSČ, na která byl projednány závěry XX. sjezdu KSSS a rozhodnuto o zřízení „Jednotné dobrovolné tělovýchovné organizace”, na kterou přenesla úkoly Státního výboru pro tělesnou výchovu a sport (SVTVS) z roku 1952. Krajské výbory pro tělesnou výchovu a sport byly následně v srpnu 1956 přejmenovány na „Přípravné výbory JDTO“. Pod tímto názvem fungovaly až do konce února 1957.
Po celostátní konferenci KSČ, která probíhala ve dnech 3. – 4. 3. 1957 byl na základě zákona č. 68/1956 Sb., o organizaci tělesné výchovy ustaven Československý svaz tělesné výchovy. Zákon nabyl účinnosti dne 1. ledna 1957, kdy byly zrušeny všechny dosavadní samostatné sportovní výbory. V přechodné době do ustanovení nových výborů na krajských a okresních konferencích nesly výbory název „Přípravný krajský (okresní) výbor ČSTV”.
Dne 3. – 4. března 1957 se konal ve Smetanově síni Obecního domu v Praze ustavující sjezd Československého svazu tělesné výchovy (ČSTV). Zúčastnil se jej i tehdejší prezident Antonín Zápotocký. Sjezd schválil organizační řád, 75členný ústřední výbor a 25 náhradníků, 15člennou revizní komisi a 5 náhradníků, znak a vlajku organizace. Rok poté 2. – 3. dubna 1958 se konal Slovenský sjezd ČSTV. Zvolení zástupci se hned po sjezdu sešli na své první schůzi, na které zvolili:
- předsedu ÚV ČSTV: František Vodsloň (1957–1967), po něm Antonín Himl (1967–1988), Jindřich Poledník (1988–1990),
- dva místopředsedy: Vilém Mucha a Josef Abraham,
- tři tajemníky ÚV ČSTV: Otakar Beran, Karel Červinka a Ludvík Uhlíř,
- předsednictvo ÚV ČSTV.

Krajský výbor se podle tehdejšího socialistického organizačního systému skládal z pléna (voleného na krajských konferencích), které si ze svého středu volilo předsednictvo. Předsednictvo řídilo a chod krajské organizace mezi zasedáními pléna. Úřední aparát vedl agendu administrativy, financí a správy majetku. Jednotlivé odbory krajských výborů a krajské sekce, rozdělené na konkrétní druhy sportů, řídily sportovní organizace. Jejich nadřízené celostátní složky je řídily skrze pokyny a informace, vydávané ve formě cyklostylovaného letáku či časopisu pod názvem „Zprávy sekce …“. V krajích byly sekce rozčleněny do skupin, které řídili a kontrolovali referenti – „pracovníci sportů“. Obdobně se členily okresní výbory ČSTV.
V letech 1957, 1962, 1967, 1973, 1978, 1982 a 1987 se konaly celostátní sjezdy ČSTV. V roce 1960 udělil prezident republiky Antonín Novotný ČSTV Řád Klementa Gottwalda za úspěšnou přípravu a provedení II. celostátního srazu.

### Organizační složky
- Český ústřední výbor ČSTV,
- Slovenský ústřední výbor ČSTV,
- krajské výbory (KV ČSTV) a okresní výbory (OV ČSTV).

Od května 1969 byla ČSTV na základě změny stanov ČSTV organizačně rozdělena na dvě národní organizace:
- Česká tělovýchovná organizace (ČTO) a
- Slovenská tělovýchovná organizace (STO),
- nižší složky byly pojmenovány podle národní organizace (např. OV ČTO = okresní výbor ČTO).

Od listopadu 1973 se však ČSTV vrátila ke své původní jednotné značce.
ČSTV fungoval i po roce 1989 takřka v nezměněné podobě, kdy zkratku ČSTV užíval od března 1990 do dubna 2013 Český svaz tělesné výchovy. Poslední organizační řád schválil jeho výkonný výbor (VV ČSTV) v roce 2012. ČSTV se 27. dubna 2013 transformoval na Českou unii sportu (ČUS).